# Olivier Abbou
Olivier Abbou (* 21. März 1973 in  Colmar) ist ein französischer Drehbuchautor, Filmregisseur und Filmproduzent.

## Leben und Werk
Abbou studierte von 1994 bis 1996 an der École supérieure d’études cinématographiques (ESEC). Von 1998 bis 2004 drehte er mehrere Kurzfilme für französische Fernsehsender. 2007 folgte für Canal+ die Miniserie Madame  Hollywood und 2016 in Kanada ein Remake dieser Serie. 2021 hatte die sechsteilige Krimiserie Die schwarzen Schmetterlinge, für die er zusammen mit Bruno Merle auch das Drehbuch geschrieben hat, ihre deutsche und französische Premiere auf arte-TV.

## Filmografie (Auswahl)
- 2007: Madame Hollywood (Fernsehserie)
- 2016: Madame Hollywood
- 2010: Territories – Willkommen in den Vereinigten Staaten von Amerika (Drehbuch und Regie)
- 2019: Furie (Drehbuch und Regie)
- 2021: Maroni (Fernsehserie, 10 Folgen, Drehbuch und Regie)
- 2022: Die schwarzen Schmetterlinge (Les papillons noirs) (Fernsehserie, 6 Folgen, Drehbuch und Regie)